# 云南黄连
云南黄连（学名：Coptis teeta），又稱雲連，为毛茛科黄连属下的一个种。它们分布于中国的云南西北部，西藏东南部以及印度的阿鲁纳恰尔邦。其栖息地位于海拔1500-2300米间的高山寒湿的林荫下。
它们被作为一种珍贵药材采集，由于其作用与黄连相近，傳統醫學認為藥效較黃連佳。
现时它们因受到栖息地丧失，过度砍伐和过度采集的威胁而被国际自然保护联盟濒危物种红色名录列为濒危。

## 扩展阅读
- 維基物種上的相關：云南黄连